# Accostage

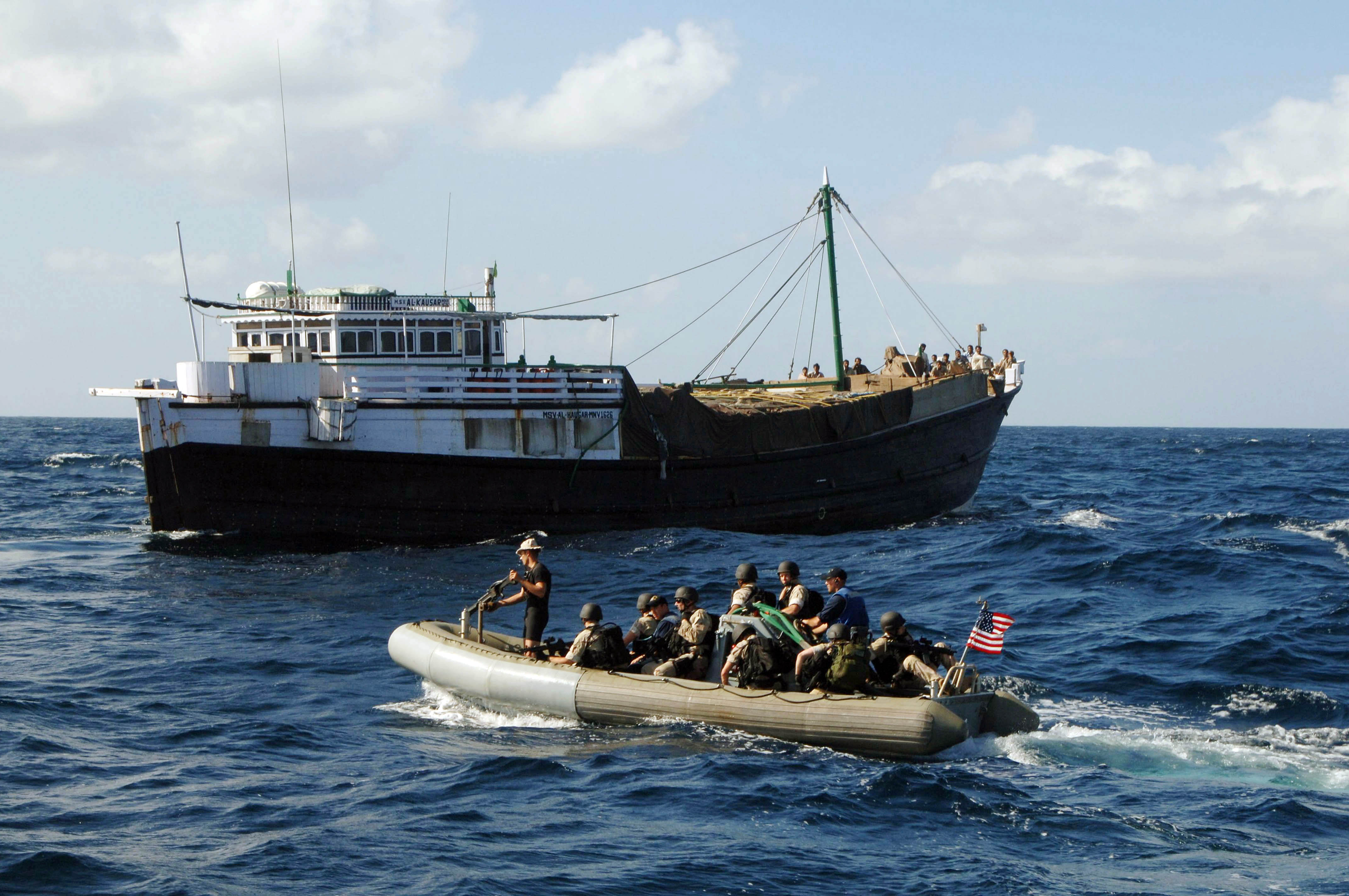
Canot américain se préparant à accoster un boutre.

L’accostage est l’action de s’approcher de quelque chose jusqu’à le toucher, en parlant d’un bateau, d’un engin spatial ou d’une pièce à assembler. L’accostage est une opération délicate, qui nécessite de la précision, de la coordination et de la maîtrise. L’accostage peut avoir différents objectifs, comme le débarquement, le ravitaillement, la réparation, la jonction ou la soudure.
Dans le domaine maritime, l'accostage consiste pour un navire ou une embarcation à venir (idéalement sans erre) parallèlement à un quai ou à un autre navire afin de s'y amarrer. L'accostage est également, dans le domaine de l'astronautique, comme dans le domaine maritime, une opération de rapprochement coordonné et progressif de deux engins spatiaux (ou navires), ou de l'un d'entre eux, jusqu'à leur contact.

## Accostage maritime
L’accostage maritime est l’action de s’approcher d’un quai, d’une cale, d’un ponton ou d’un autre bateau, en utilisant la propulsion, le gouvernail, les amarres et les défenses. L’accostage maritime permet aux navires et aux bateaux de s’amarrer et de séjourner dans un port, ou de se transférer des passagers, des marchandises ou du carburant. L’accostage maritime dépend de plusieurs facteurs, comme la taille et le type du bateau, la configuration du lieu, les conditions météorologiques, les courants et les marées.
L’accostage maritime se fait généralement en plusieurs étapes :
- L’approche : le bateau se dirige vers le point d’accostage, en réduisant progressivement sa vitesse et en ajustant son angle.
- L’alignement : le bateau se place parallèlement au point d’accostage, en utilisant le moteur, le gouvernail et les propulseurs d’étrave ou de poupe.
- Le contact : le bateau touche le point d’accostage, en amortissant le choc avec les défenses et en utilisant les amarres pour se stabiliser.
- La fixation : le bateau est solidement attaché au point d’accostage, en utilisant les taquets, les bittes, les anneaux ou les crochets.

## Accostage spatial
L’accostage spatial est l’action de s’approcher d’un satellite, d’une station spatiale ou d’un autre engin spatial, en utilisant les propulseurs, les capteurs, les ordinateurs et les mécanismes d’amarrage. L’accostage spatial permet aux engins spatiaux de se rejoindre sur orbite, pour former un ensemble plus grand, pour échanger des équipages, des cargaisons ou des modules, ou pour réaliser des opérations de maintenance ou de récupération. L’accostage spatial est une opération complexe, qui nécessite une grande précision, une synchronisation et une coopération.
L’accostage spatial se fait généralement en plusieurs phases :
- La phase d’approche : l’engin spatial chasseur se rapproche de l’engin spatial cible, en suivant une trajectoire calculée par les ordinateurs de bord et les centres de contrôle au sol.
- La phase de rendez-vous : l’engin spatial chasseur se place à proximité de l’engin spatial cible, en utilisant les capteurs optiques, radar ou laser pour se guider.
- La phase d’accostage : l’engin spatial chasseur s’aligne avec le point d’arrimage de l’engin spatial cible, en utilisant les propulseurs pour contrôler sa vitesse et son attitude.
- La phase de jonction : l’engin spatial chasseur se connecte au point d’arrimage de l’engin spatial cible, en utilisant les mécanismes d’arrimage pour verrouiller les deux engins spatiaux.

## Accostage industriel
L’accostage industriel est l’action de rapprocher jusqu’au contact deux ou plusieurs pièces à assembler, en utilisant des outils, des machines ou des robots. L’accostage industriel permet aux pièces de former un ensemble solidaire, par soudage, collage, rivetage, vissage ou emboîtement. L’accostage industriel dépend de plusieurs paramètres, comme la forme, la dimension, la matière et la fonction des pièces, ainsi que le procédé et le dispositif d’assemblage.
L’accostage industriel se fait généralement en plusieurs étapes :
- La préparation : les pièces sont nettoyées, dégraissées, décapées, chanfreinées ou perforées, selon le procédé d’assemblage choisi.
- Le positionnement : les pièces sont placées dans la position et l’orientation voulues, en utilisant des gabarits, des étaux, des pinces ou des aimants.
- L’accostage : les pièces sont rapprochées jusqu’au contact, en utilisant des vérins, des presses, des leviers ou des robots.
- L’assemblage : les pièces sont liées entre elles, en utilisant de la chaleur, de la pression, de la colle, des rivets, des vis ou des clips.